# Laosz az 1996. évi nyári olimpiai játékokon
Laosz az egyesült államokbeli Atlantában megrendezett 1996. évi nyári olimpiai játékok egyik részt vevő nemzete volt. Az országot az olimpián 1 sportágban 5 sportoló képviselte, akik érmet nem szereztek.

## Atlétika
Férfi
| Versenyző                                                                                     | Versenyszám     | Előfutam | Előfutam | Előfutam | Elődöntő | Elődöntő | Elődöntő | Döntő   | Döntő    |
| Versenyző                                                                                     | Versenyszám     | Idő      | Hely.    | Össz.    | Idő      | Hely.    | Össz.    | Idő     | Helyezés |
| --------------------------------------------------------------------------------------------- | --------------- | -------- | -------- | -------- | -------- | -------- | -------- | ------- | -------- |
| Poutavanh Phengthalangsy Thongdy Amnouayphone Sisomphone Vongpharkdy Souliyasak Ketkeolatsami | 4 × 100 m váltó | 44,14    | 8.       | 31.      | kiesett  | kiesett  | kiesett  | kiesett | kiesett  |

Női
| Versenyző         | Versenyszám | Eredmény | Helyezés |
| ----------------- | ----------- | -------- | -------- |
| Sirivanh Ketavong | Maraton     | 3:25:16  | 64.      |